# Procopi (emperador)
Procopi (Procopius (Προκόπιος) fou emperador romà a la part oriental de l'Imperi del 365 al 366. Era parent (cosí) de Julià l'Apòstata a través de la mare de Julià, Basilina, que fou la segona dona de Constantí, segon fill de Constanci Clor.
Va néixer a Cilícia vers el 326. Constanci II el va fer el seu secretari i el va nomenar tribú militar. Julià el va nomenar comes i li va donar el govern de Mesopotàmia durant la guerra contra Pèrsia el 363. Fou llavors quan Julià l'hauria designat hereu pel cas de morir.
Fou però Jovià el que es va proclamar emperador a la mort de Julià. Procopi va rebre l'encàrrec de conduir el cos de l'emperador a Tars; Jovià sospitava de la seva lleialtat, i Procopi es va dirigir a Cesarea de Capadòcia en lloc de retornar als quarters imperials, el que va confirmar les sospites de l'emperador, que va enviar tropes contra Procopi, que es va escapar amb la seva família cap al Bòsfor Cimmeri.
Recelós de ser traït pels bàrbars, va deixar el país i va tornar a l'Àsia Menor secretament i quan el seu retorn fou finalment conegut per Valentinià I i Valent, successors de Jovià (364) es va amagar a les muntanyes a casa d'un senador de nom Estrategi, que vivia prop de Calcedònia.
Estrategi el va ajudar i junts van trobar nombrosos partidaris a Constantinoble, oposats a Valent. L'eunuc Eugeni fou un dels principals còmplices de Procopi i es va manifestar disposat a deposar Valent i donar-li l'Imperi oriental; el complot va esclatar el 365 i fou proclamat emperador el 28 de setembre del 365 mentre Valent era a Cesarea de Capadòcia.
L'emperador es va dirigir cap a la capital per recuperar el poder mentre Procopi anava a l'Àsia Menor amb un exèrcit amb el que va arribar fins al riu Sangari i va aconseguir que un cos del seu rival desertés cap al seu bàndol. No obstant això, Valent va arribar davant Calcedònia, que va assetjar, però fou derrotat sota les seves muralles i es va haver de retirar a Frígia; Marcel, general de Procopi, va ocupar llavors Cízic i així Procopi va esdevenir amo de Bitínia.
Totes aquestes victòries el van fer confiar i la seva conducta posterior li va procurar la pèrdua de suports. A la primavera del 366 la guerra es va reprendre, i l'exèrcit de Procopi, dirigit pel príncep persa Hormisdes, refugiat a l'Imperi, fou derrotat pel general Arbetió (Arbetion). La batalla decisiva es va lliurar a Bacòlia a Frígia el 27 de maig del 366: Procopi dirigia el seu exèrcit i Valent l'oposat. Finalment, Procopi fou derrotat i va haver de fugir amb alguns fidels. Es va refugiar a les muntanyes on al cap de pocs dies fou agafat per dos dels seus propis servidors i entregat a Valent, que immediatament el va fer executar (junt amb els dos traïdors). Els partidaris de Procopi van patir una ferotge repressió.